# Esquirol de banda negra
L'esquirol de banda negra (Callosciurus nigrovittatus) és una espècie de rosegador de la família dels esciúrids. Viu a Indonèsia, Malàisia i Tailàndia. Es tracta d'un animal arborícola que s'alimenta de fruita i fulles. El seu hàbitat natural són els boscos primaris i secundaris de plana o montà, tot i que també és present a zones mixtes amb camps de conreu i cobertura arbòria. És una espècie en risc mínim, és a dir, no sembla que hi hagi cap amenaça significativa per a la seva supervivència. El seu nom específic, nigrovittatus, vol dir ‘amb una banda negra’ en llatí.